# Aurotalis dionisa
Aurotalis dionisa là một loài bướm đêm trong họ Crambidae.